# Кутля
Ку́тля (устар. Кудляй) — река в России, протекает по Лунинскому району Пензенской области, левый приток Суры (бассейн Волги).
Длина реки — 24 км. Площадь водосборного бассейна — 83 км².
Кутля берёт начало у села Родники. Течёт в основном на восток, в нижнем течении на территории села Старая Кутля поворачивает на юг. Устье реки находится на 543-м км реки Суры на высоте 120 м над уровнем моря.

## Данные водного реестра
По данным государственного водного реестра России относится к Верхневолжскому бассейновому округу, водохозяйственный участок реки — Сура от Сурского гидроузла и до устья реки Алатырь, речной подбассейн реки — Сура. Речной бассейн реки — (Верхняя) Волга до Куйбышевского водохранилища (без бассейна Оки).
Код объекта в государственном водном реестре — 08010500312110000036265.